# WWJD

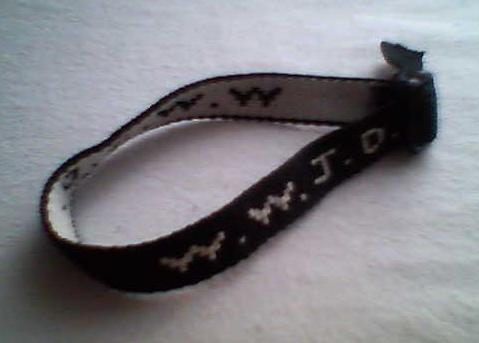
一個W.W.J.D.腕帶

是一個4字母的縮寫，代表的是英語的縮寫，也就是說“如果讓耶穌基督來做，祂會怎麼做？”的意思。
是一項2000年代開始的新興屬靈運動，是北美基督徒團體為重新喚醒青少年信徒的靈性修養而發起的活動。活動主要透過電話繩、文身、襟章等各種潮流服飾和玩意，來提高青少年對自己信仰的認同感。